# Список графов дю Перш

Герб графов дю Перш

Граф дю Перш (фр. comtes du Perche) — титул правителя французского графства Перш, образовавшегося при слиянии двух сеньорий — Мортань-о-Перш и Ножан-ле-Ротру. Иногда сеньоры Мортань в источниках называются графами, однако не установлено, носили ли они в действительности графский титул. Первым титул «граф дю Перш» принял Жоффруа III де Мортань, живший в конце XI века. Графство существовало до 1226 года, когда после смерти бездетного графа Гильома было присоединено к французской короне. Позже часть Перша была присоединена к графству Алансон и выделялась французским принцам в виде апанажа.

## Правители в графстве Перш

### Сеньоры де Мортань
Роргониды
- 941—955: Эрве I (ум. после 955), сеньор де Мортань-о-Перш в 941—955
- 974—980: Эрве II (ум. после 980), сеньор де Мортань-о-Перш в 974—980, вероятно, сын предыдущего

### Сеньоры де Ножан
- 960—996: Ротру I (ум. после 996), сеньор де Ножан-ле-Ротру в 960—996
- Мелисенда, дама де Ножан-ле-Ротру, дочь предыдущего
муж: Фулькуа де Шатоден

### Сеньоры или графы де Мортань и де Ножан
Шатоденский дом
- после 996 — до 1000: Фулькуа (ум. до 1003), сеньор де Мортань-о-Перш и де Ножан в 1000
- до 1003 — 1039/1040: Жоффруа I (ум. 1039/1040), виконт де Шатоден (Жоффруа II) с 1003, сеньор де Мортань-о-Перш и де Ножан с до 1003, сын предыдущего
- 1039/1040—1042/1044: Гуго I (ум. 1042/1044), виконт де Шатоден (Гуго II), сеньор де Мортань-о-Перш и де Ножан с 1039/1040, сын предыдущего
- 1042/1044—1080: Ротру II (ум. 1080), виконт де Шатоден (Ротру I), сеньор де Мортань-о-Перш (Ротру I) и де Ножан с 1042/1044, брат предыдущего

### Графы дю Перш
Шатоденский дом
- 1080—1100: Жоффруа II (ум. 1100), сеньор де Мортань-о-Перш (Ротру I) и де Ножан с 1080, 1-й граф дю Перш с после 1090, сын предыдущего
- 1100—1144: Ротру III Великий (ум. 1144), граф дю Перш с 1100, сын предыдущего
- 1144—1191: Ротру IV (ум. 1191), граф дю Перш с 1144, сын предыдущего
- 1191—1202: Жоффруа III (ум. 1202), граф дю Перш с 1191, сын предыдущего
- 1202—1217: Томас (ум. 1217), граф дю Перш с 1202, сын предыдущего
- 1217—1226: Гильом (ум. 1226), епископ Шалона-на-Марне с 1216, граф дю Перш с 1217, брат Жоффруа III

В 1226 году графство Перш присоединено к французской короне.

### Апанаж французских принцев
Капетинги
- 1269—1284: Пьер I (1251—1284), граф Алансона и Перша с 1269, граф Блуа, Шартра и сеньор де Гиз с 1272, 5-й сын короля Людовика IX Святого

Валуа
- 1290—1325: Карл I Безземельный (1270—1325), граф де Валуа с 1286, граф Алансона, Перша, Шартра, Анжу и Мэна с 1290, брат короля Филиппа Красивого
- 1325—1346: Карл II Великодушный (1297—1346), граф Алансона, Шартра и Перша с 1325, сын предыдущего
- 1346—1361: Карл III (1337—1375), граф Алансон и Перша 1346—1361, архиепископ Лиона с 1365, сын предыдущего
- 1361—1377: Роберт (1364—1377), граф Перша с 1361, брат предыдущего
- 1377—1404: Пьер II Добрый (1340—1404), граф Алансона и Пороэта с 1361, граф Перша с 1377, брат предыдущего
- 1404—1415: Жан I Мудрый (1385—1415), граф Алансона (Жан IV) и Перша с 1404, 1-й герцог Алансона с 1414, сын предыдущего
- 1407—1408: Пьер III (1407—1408), граф Перша с 1407, сын предыдущего
- 1409—1476: Жан II Прекрасный герцог (1409—1476), граф Перша с 1407, герцог Алансона с 1415, брат предыдущего
- 1409—1492: Рене (ок. 1454—1492), герцог Алансона и граф Перша с 1476, сын предыдущего
- 1492—1524: Карл IV (1489—1524), герцог Алансона и граф Перша с 1492, граф Арманьяка, Фезансака и Родеза с 1497
- 1525—1549: Маргарита Ангулемская (1492—1549), герцогиня Берри в 1517—1527, герцогиня Алансона и графиня Перша с 1525, королева Наварры, жена предыдущего, сестра короля Франции Франциска I
- 1525—1549: Франсуа (1555—1584), герцог Алансона и граф Перша с 1566, герцог Анжу с 1574, сын короля Франции Генриха II